# FREE SLIDE
『FREE SLIDE』（フリースライド）は、2022年1月7日から2024年3月29日までJ-WAVEで放送されていたラジオ番組。

## 概要
渡部豪太がナビゲーターを務めていた深夜のトーク番組で、毎週金曜 23:30 - 土曜 0:00（日本標準時）に放送。
番組ハッシュタグは「#フリスラ」。